# Баран-ди-Мелгасу
Баран-ди-Мелгасу (порт. Barão de Melgaço) — муниципалитет в Бразилии, входит в штат Мату-Гросу. Составная часть мезорегиона Юго-центральная часть штата Мату-Гроссу. Входит в экономико-статистический микрорегион Алту-Пантанал. Население составляет 6074 человека на 2006 год. Занимает площадь 11 182,846 км². Плотность населения — 0,5 чел./км².

## Статистика
- Валовой внутренний продукт на 2003 год составляет 31 725 962,00 реалов (данные: Бразильский институт географии и статистики).
- Валовой внутренний продукт на душу населения на 2003 год составляет 4658,05 реалов (данные: Бразильский институт географии и статистики).
- Индекс развития человеческого потенциала на 2000 год составляет 0,672 (данные: Программа развития ООН).